# Munt la Schera
Munt la Schera är en bergstopp i Schweiz.   Den ligger i regionen Engiadina Bassa/Val Müstair och kantonen Graubünden, i den östra delen av landet, 210 km öster om huvudstaden Bern. Toppen på Munt la Schera är 2 587 meter över havet, eller 206 meter över den omgivande terrängen. Bredden vid basen är 2,9 km.
Terrängen runt Munt la Schera är bergig åt nordväst, men åt sydost är den kuperad. Runt Munt la Schera är det glesbefolkat, med 14 invånare per kvadratkilometer.. Närmaste större samhälle är Scuol, 18,3 km norr om Munt la Schera. 
Trakten runt Munt la Schera består i huvudsak av gräsmarker.